# Руді Гобер
Руді Гобер-Бугарель (фр. Rudy Gobert-Bourgarel, нар. 26 червня 1992, Сен-Кантен, Франція) — французький професіональний баскетболіст, центровий команди НБА «Міннесота Тімбервулвз». 3-разовий найкращий захисний гравець НБА. Гравець національної збірної Франції, у складі якої став срібним призером Олімпійських ігор.

## Ігрова кар'єра
Професійну кар'єру розпочав 2010 року на батьківщині виступами за команду «Шоле», за яку грав протягом 3 сезонів.
2013 року був обраний у першому раунді драфту НБА під загальним 27-м номером командою «Денвер Наггетс». Проте кар'єру в НБА розпочав виступами за «Юта Джаз», куди був обміняний одразу після драфту.
9 січня 2015 року в матчі проти «Оклахоми» зробив рекордні у кар'єрі 7 блок-шотів. 3 березня 2016 року у матчі проти «Мемфіса» набрав 15 очок та зробив рекордні у кар'єрі 24 підбирання. У квітні також двічі набирав рекордні для себе 20 очок за матч, а сезон закінчив з 25-ма дабл-даблами. Зайняв третю сходинку у голосуванні за Найбільш прогресуючого гравця НБА.
31 жовтня 2016 року підписав новий чотирьохрічний контракт на суму 102 млн. доларів, що зробило його на той момент найоплачуванішим спортсменом Франції. 6 грудня 2016 року в матчі проти «Фінікса» набрав 22 очки. 20 січня 2017 року в матчі проти «Далласа» набрав 27 очок та 25 підбирань. 20 березня в матчі проти «Індіани» набрав 16 очок, 14 підбирань та рекордні для себе 8 блок-шотів. Через два дні в матчі проти «Нью-Йорка» набрав 35 очок та зібрав 13 підбирань. У плей-оф допоміг команді пройти «Лос-Анджелес Кліпперс» у першому раунді, проте у другому раунді «Юта» вилетіла від «Голден-Стейт Ворріорз». За підсумками сезону був включений до Другої збірної НБА та Збірної всіх зірок захисту НБА.
Наступного сезону знову був включений Збірної всіх зірок захисту НБА та був визнаний Найкращим захисним гравцем НБА, ставши першим «джазменом», який удостоївся такої честі з часів Марка Ітона у 1989 році.
12 січня 2019 року в матчі проти «Чикаго» зробив рекордні для себе 8 результативних передач. 25 березня в матчі проти «Фінікса» набрав 27 очок та встановив рекорд НБА за кількістю слем-данків за сезон. Зробивши 270-й слем-данк, він обігнав Двайта Говарда, який зробив 269 кидків зверху у сезоні 2007-2008. Загалом Гобер виконав 306 данків того сезону. За підсумком сезону вдруге поспіль був визнаний найкращим захисним гравцем НБА. Згодом був також названий найкращим французьким баскетболістом року.
Взимку 2020 року вперше взяв участь у матчі всіх зірок НБА. 11 березня отримав позитивний результат тестування на ковід. Два дні перед тим, відповідаючи на запитання про вірус, він демонстративно доторкнувся до всіх мікрофонів на прес-конференції. У той же час захворів і його партнер по команді Донован Мітчелл. Після цього інциденту НБА ухвалила рішення відкласти проведення чемпіонату на невизначений термін. Одужавши, Гобер перерахував 500 тисяч доларів на боротьбу з наслідками пандемії, спричиненої вірусом. Чемпіонат відновили 30 липня в так званій «бульбашці» (коли всі команди перебувають ізольованими від зовнішнього світу), а Гобер став першим гравцем, який відзначився у матчі.
20 грудня 2020 року підписав новий п'ятирічний контракт з «Ютою» на суму 205 млн. доларів, що стало найбільшою угодою для центрового в історії НБА. Взимку 2021 року вдруге взяв участь у матчі всіх зірок НБА. 22 грудня в матчі проти «Чикаго» зробив рекордні для себе 9 блок-шотів. 9 червня втретє в кар'єрі був названий Найкращим захисним гравцем НБА.
3 лютого 2022 року втретє поспіль був запрошений для участі в матчі всіх зірок НБА.
6 липня 2022 року перейшов до складу «Міннесота Тімбервулвз».

## Виступи за збірну

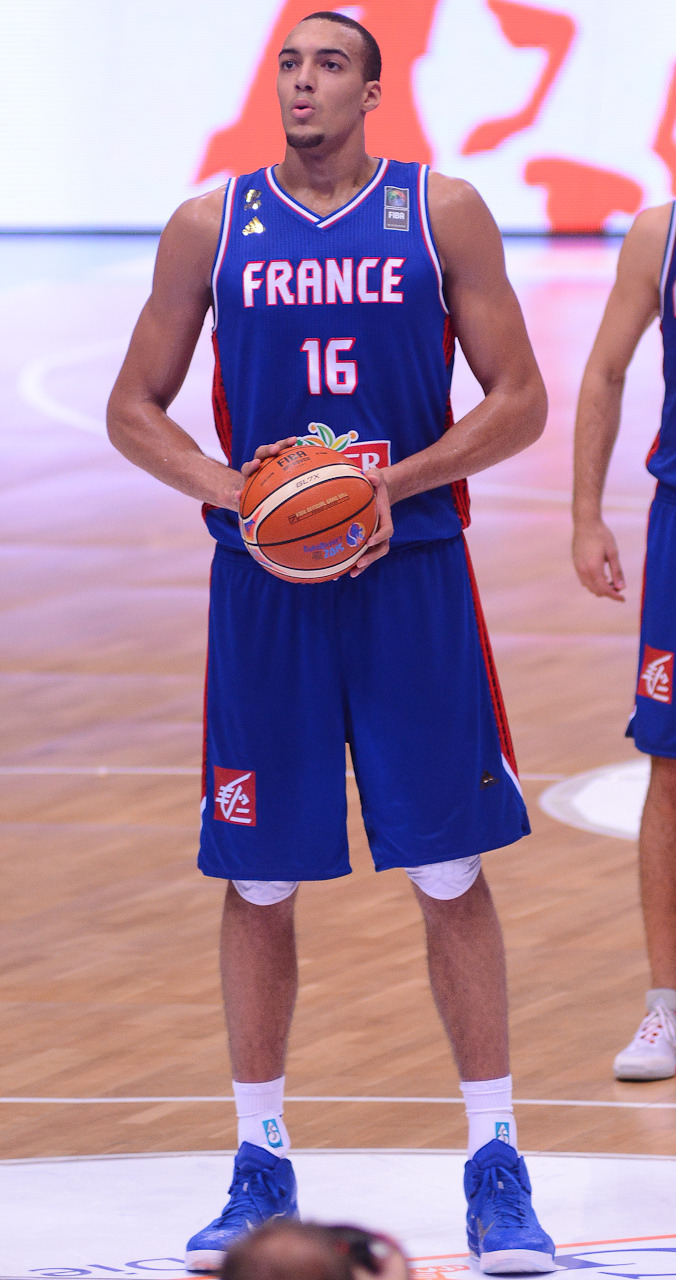
Гобер виконує штрафний кидок за збірну Франції, 2015 рік

Гобер дебютував за національну збірну Франції 2012 року в рамках підготовки до Олімпійських ігор в Лондоні. 2014 року допоміг команді завоювати бронзові нагороди Чемпіонату світу, а 2015 — бронзу Євробаскета. 2016 року взяв участь у Олімпіаді в Ріо, зігравши на турнірі п'ять матчів.
2020 року привів збірну Франції до срібних нагород Олімпіади в Токіо, набираючи 12,2 очка та 9,3 підбирань за гру.

## Статистика виступів в НБА
| * | Лідер ліги |

### Регулярний сезон
| Сезон               | Команда             | GP  | GS  | MPG  | FG%   | 3P%  | FT%  | RPG   | APG | SPG | BPG  | PPG  |
| ------------------- | ------------------- | --- | --- | ---- | ----- | ---- | ---- | ----- | --- | --- | ---- | ---- |
| 2013–14             | «Юта Джаз»          | 45  | 0   | 9.6  | .486  | –    | .492 | 3.4   | .2  | .2  | .9   | 2.3  |
| 2014–15             | «Юта Джаз»          | 82  | 37  | 26.3 | .604  | .000 | .623 | 9.5   | 1.3 | .8  | 2.3  | 8.4  |
| 2015–16             | «Юта Джаз»          | 61  | 60  | 31.7 | .559  | –    | .569 | 11.0  | 1.5 | .7  | 2.2  | 9.1  |
| 2016–17             | «Юта Джаз»          | 81  | 81  | 33.9 | .661  | .000 | .653 | 12.8  | 1.2 | .6  | 2.6* | 14.0 |
| 2017–18             | «Юта Джаз»          | 55  | 55  | 32.4 | .615  | –    | .681 | 10.7  | 1.4 | .8  | 2.3  | 13.5 |
| 2018–19             | «Юта Джаз»          | 81  | 80  | 31.8 | .669* | –    | .636 | 12.9  | 2.0 | .8  | 2.3  | 15.9 |
| 2019–20             | «Юта Джаз»          | 68  | 68  | 34.3 | .693  | —    | .630 | 13.5  | 1.5 | .8  | 2.0  | 15.1 |
| 2020–21             | «Юта Джаз»          | 71  | 71  | 30.8 | .675* | .000 | .623 | 13.5  | 1.3 | .6  | 2.7  | 14.3 |
| 2021–22             | «Юта Джаз»          | 66  | 66  | 32.1 | .713* | .000 | .690 | 14.7* | 1.1 | .7  | 2.1  | 15.6 |
| Усього за кар'єру   | Усього за кар'єру   | 611 | 519 | 30.0 | .653  | .000 | .638 | 11.7  | 1.3 | .7  | 2.2  | 12.4 |
| У матчах всіх зірок | У матчах всіх зірок | 3   | 0   | 14.6 | .900  | —    | .333 | 8.0   | 1.0 | .3  | .3   | 12.3 |

### Плей-оф
| Сезон             | Команда           | GP | GS | MPG  | FG%  | 3P%  | FT%  | RPG  | APG | SPG | BPG | PPG  |
| ----------------- | ----------------- | -- | -- | ---- | ---- | ---- | ---- | ---- | --- | --- | --- | ---- |
| 2016–17           | «Юта Джаз»        | 9  | 9  | 27.3 | .635 | -    | .480 | 9.9  | 1.2 | 1.0 | 1.3 | 11.6 |
| 2017–18           | «Юта Джаз»        | 11 | 11 | 34.8 | .655 | -    | .603 | 10.7 | 1.0 | .9  | 2.3 | 13.2 |
| 2018–19           | «Юта Джаз»        | 5  | 5  | 30.4 | .594 | -    | .783 | 10.2 | 1.4 | .6  | 2.6 | 11.2 |
| 2019–20           | «Юта Джаз»        | 7  | 7  | 38.6 | .649 | —    | .524 | 11.4 | 1.1 | .6  | 1.4 | 14.2 |
| 2020–21           | «Юта Джаз»        | 11 | 11 | 34.2 | .741 | .000 | .636 | 12.3 | .8  | .5  | 2.1 | 14.7 |
| 2021–22           | «Юта Джаз»        | 6  | 6  | 32.8 | .646 | —    | .682 | 13.2 | .5  | .2  | 1.0 | 12.0 |
| Усього за кар'єру | Усього за кар'єру | 49 | 49 | 33.1 | .662 | .000 | .604 | 11.3 | 1.0 | .7  | 1.8 | 13.4 |